# Peritassa sadleri
Peritassa sadleri är en benvedsväxtart som beskrevs av Lombardi. Peritassa sadleri ingår i släktet Peritassa och familjen Celastraceae. Inga underarter finns listade.